# چارلی آلوین بکویث
چارلی آلوین بکویث (انگلیسی: Charles Alvin Beckwith; ۲۲ ژانویهٔ ۱۹۲۹ – ۱۳ ژوئن ۱۹۹۴) سرهنگ نیروی زمینی ایالات متحده آمریکا بود، که به‌عنوان بنیانگذار و نخستین فرمانده نیروی دلتا شناخته می‌شود.
بکویث فعالیت نظامی را از سال ۱۹۵۲ در نیروی زمینی آمریکا آغاز کرد، از ۱۹۶۵ تا ۱۹۶۶ در خلال جنگ ویتنام فرماندهی دسته عملیاتی بی-۵۲ را برعهده داشت، از ۱۹۶۸ تا ۱۹۶۹ فرمانده گردان ۳۲۷ لشکر ۱۰۱ هوابرد بود و از ۱۹۷۵ تا ۱۹۷۶ به‌عنوان فرمانده مدرسه جنگ ویژه ارتش ایالات متحده فعالیت می‌کرد.
وی اولین ماموریت نیروی دلتا، تحت عنوان عملیات پنجه عقاب، حمله به سفارت تسخیر شده آمریکا در تهران، ایران در اوایل سال ۱۹۸۰ را رهبری کرد. این ماموریت به دلیل نقص فنی بالگردها در جریان طوفان شن و سقوط متعاقب آن که منجر به مرگ چندین نفر شد، لغو گردید. پس از «شکست در صحرا»، هنگ ۱۶۰ عملیات ویژه برای ارائه پشتیبانی هوایی به نیروی دلتا و سایر واحدهای عملیات ویژه تشکیل شد. ستاد فرماندهی مشترک عملیات ویژه نیز مستقیماً بر اساس توصیه‌های بکویث در جریان تحقیقات سنا در مورد شکست ماموریت تشکیل شد.